# Dipartimento di Ushuaia
Ushuaia è un dipartimento della provincia argentina di Terra del Fuoco, Antartide e Isole dell'Atlantico del Sud, con capoluogo Ushuaia.

## Geografia
Esso occupa la striscia meridionale dell'isola Grande della Terra del Fuoco, e l'isola degli Stati.
Secondo il censimento del 2001, su un territorio di 9.390 km², la popolazione ammontava a 56.956 abitanti, con un aumento del 24,4% rispetto al censimento del 2001.

### Località
- Lago Escondido
- Almanza
- Ushuaia
- Puerto Parry
- Puerto Cook (attualmente disabitato)